# Pokłon pasterzy (obraz El Greca z Frederikssund)
Pokłon pasterzy – obraz olejny hiszpańskiego malarza pochodzenia greckiego Dominikosa Theotokopulosa, znanego jako El Greco.
Motyw przedstawiony na obrazie został zaczerpnięty z Ewangelii św. Łukasza (2: 15-21) i dotyczy wydarzeń zaraz po narodzeniu Chrystusa. El Greco namalował wiele wersji tego wydarzenia. Po jego śmierci w inwentarzu jego dzieł znajdujących się w jego domu widniało przynajmniej osiem wersji Pokłonu pasterzy.

## Opis obrazu

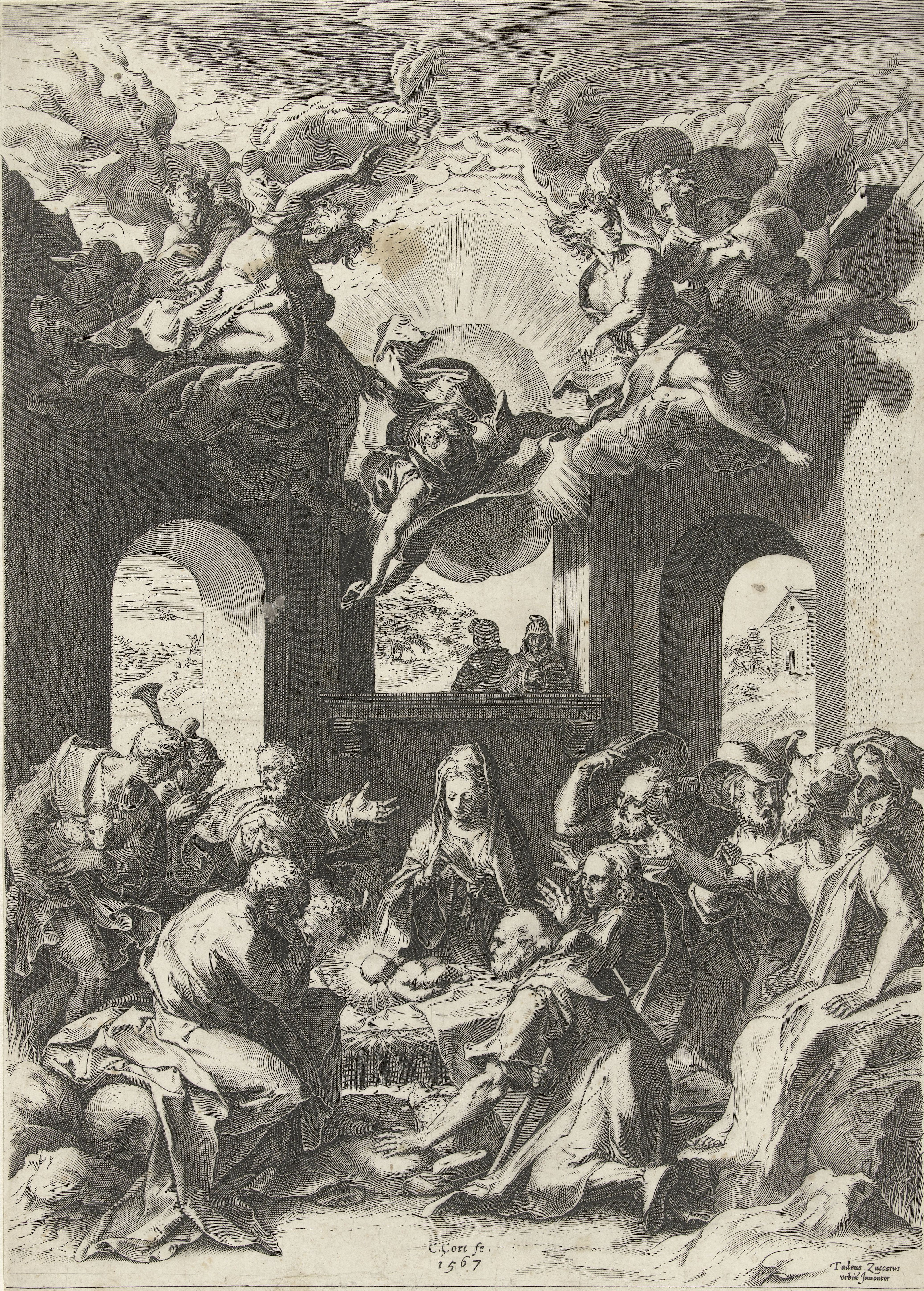
Grafika Cornelisa Corta

Wszystkie namalowane wersje Pokłonu pasterzy namalowane przez El Greca na hiszpańskiej ziemi mają podobną kompozycję. W centrum sceny zawsze znajduje się nagie Dzieciątko Jezus od którego bije mocne światło oświetlające otaczające je postacie tworząc w ten sposób wyjątkową atmosferę.
Wersja z Willumsens Museum została na nowo odkryta przez duńskiego malarza Jeansa Ferdinanda Willumsena, który poświęcił jej długą monografię, wydaną w roku 1927. Kompozycja obrazu została oparta na grafice Cornelisa Corta stworzonej na podstawie rysunku Taddeo Zuccaro w 1567 roku. Wybór kolorów jest podobny do tych użytych w innych pracach z weneckiego okresu malarza.